# Çüngüş
Çüngüş (en turco otomano: چونکوش‎ , en kurdo: Çêngûş) es un distrito de la provincia de Diyarbekir, en Turquía. Según las estadísticas del gobierno turco, su población en 2018 era de 11,927 habitantes.
En 1915, Çüngüş fue el escenario de una masacre en la que alrededor de 10000 armenios que vivían en la región fueron asesinados al ser arrojados a la sima del crevasse de Dudan. La masacre estuvo recordada y grabado por el local Kurdish población, y un conmemorativo a las víctimas de los asesinatos constó en la película 100 años más tarde (2016).